# Meso-oligotrofie
| Trofiegraden     |
| ---------------- |
| hypertrofie      |
| eutrofie         |
| meso-eutrofie    |
| mesotrofie       |
| meso-oligotrofie |
| oligotrofie      |

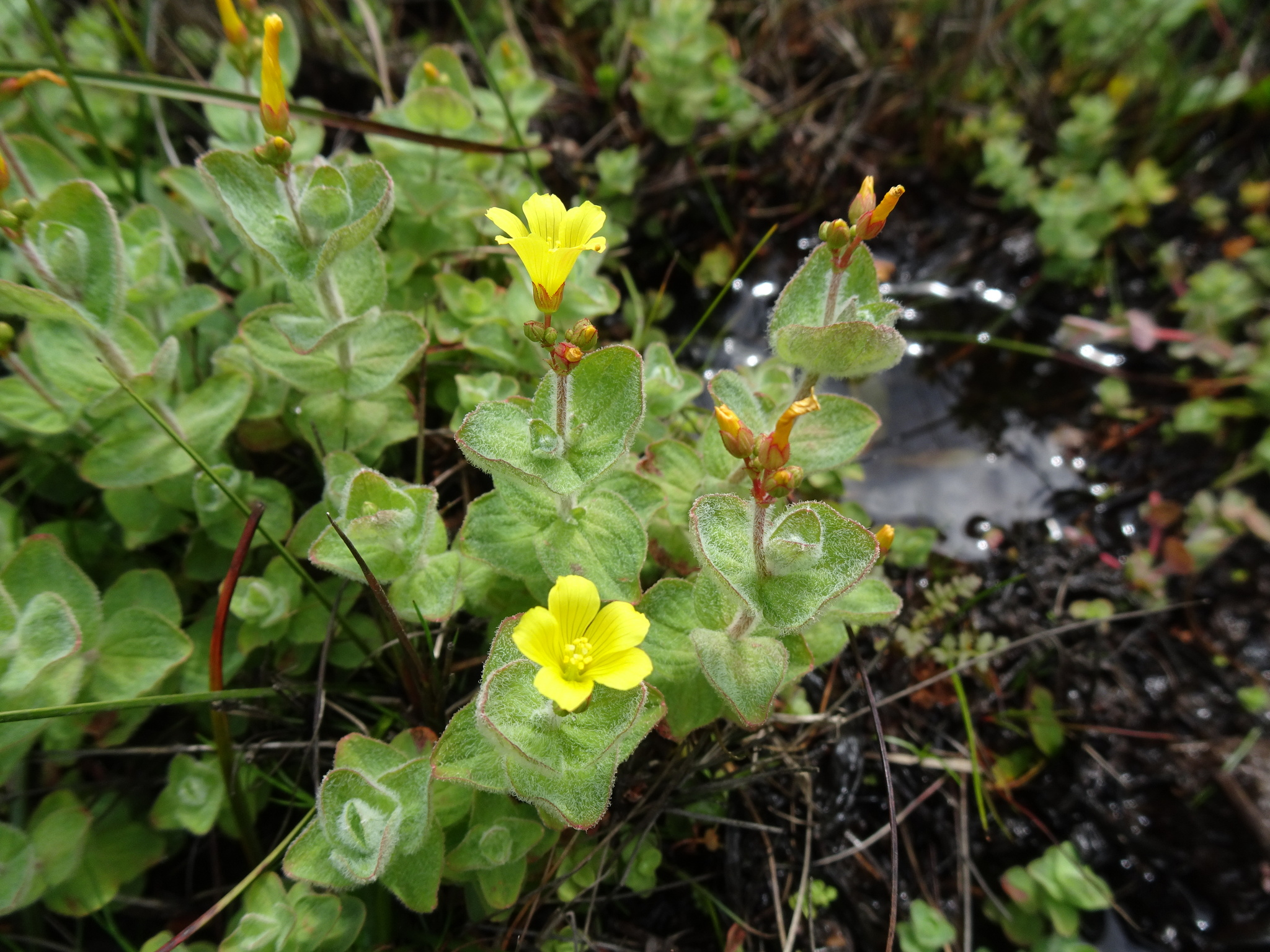
Moerashertshooi, een meso-oligotrafente pioniersoort.

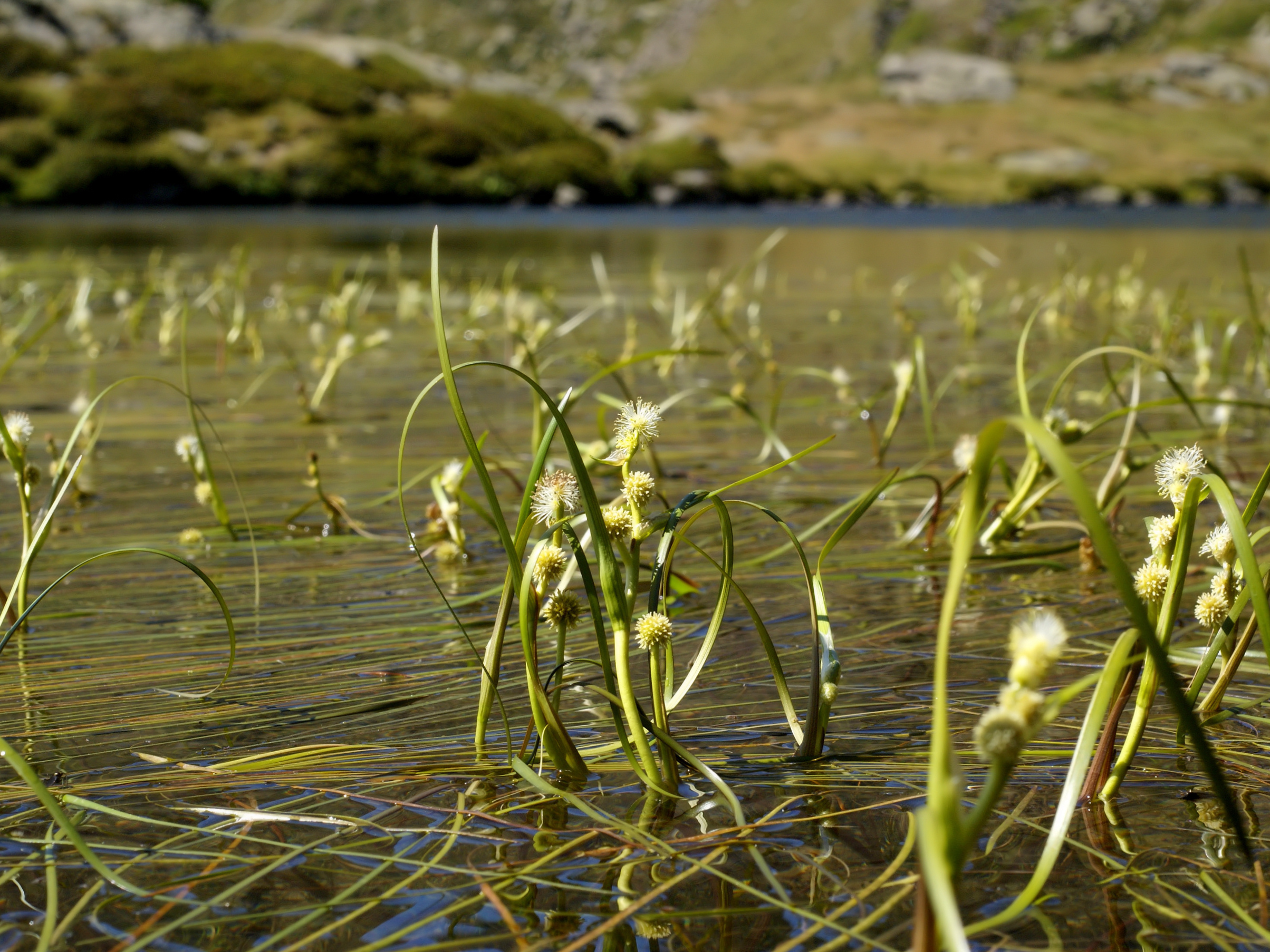
Meso-oligotrafente watervegetatie gedomineerd door drijvende egelskop.

Meso-oligotrofie (soms ook matige voedselarmoede genoemd) is een begrip uit de ecologie waarmee men een milieutoestand bedoelt waarbij de trofiegraad ongeveer tussen die van een oligotroof milieu en een mesotroof milieu ligt. In meso-oligotrofe omgevingen zijn relatief weinig beschikbare minerale nutriënten aanwezig in het plaatselijke ecosysteem, maar niet zo weinig als in een uitgesproken oligotrofe omgeving. Doorgaans is er bij meso-oligotrofie sprake van lichte buffering.
Organismen en levensgemeenschappen die vooral zijn aangewezen op meso-oligotrofe habitats noemt men meso-oligotrafent.

## Etymologie
Het woord 'meso-oligotrofie' is afkomstig van het Griekse mesos ('midden'), olígos ('weinig') en trophḗ ('voeding').